# Musée languedocien
Le Musée languedocien est un musée d'histoire et d'archéologie situé à Montpellier (France), spécialisé dans le patrimoine du Languedoc, notamment à l'époque médiévale et moderne. Il comprend également d'importantes collections antiques, notamment égyptologiques. Il est installé depuis 1992 dans l'ancien Hôtel des Trésoriers de France, au no 7 de la rue Jacques Cœur, propriété léguée par Henri de Lunaret à la Société archéologique de Montpellier.
Depuis 2016, le musée est « fermé jusqu'à nouvel ordre » et son site web est déconnecté, mais des visites de groupes seraient possibles sur réservation.

## Historique
Fondé en 1992, le musée languedocien présente au public les collections rassemblées depuis 1833 par la Société archéologique de Montpellier, qui s'étendent de la préhistoire au XIXe siècle.

## Collections
Le Musée languedocien est riche de nombreux objets uniques du Languedoc, au premier rang desquels on peut mentionner :
- Une très importante collection de vaisselle en faïence montpelliéraine des XVIIe et XVIIIe siècles ;
- Une collection de vaisselle médiévale parmi les plus importantes d'Europe : plus de 400 pièces de céramique découvertes en 1985, ainsi que de nombreux objets du quotidien d'époque médiévale ;
- De nombreux chapiteaux sculptés d'époque préromane, romane et gothique ;
- Une collection exceptionnelle de peintures sur bois de l'époque de Jacques le Conquérant; c'est une des rares collections de ce type que l'on connait ;
- Du mobilier de l'époque de Jacques Cœur et d'époque moderne ;
- Des manuscrits médiévaux et modernes ;
- De nombreux objets du quotidien de l'Antiquité : verres, faïences…